# Alessio Ascalesi

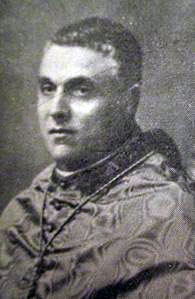
Alessio Kardinal Ascalesi (vor 1923)

Kardinalswappen

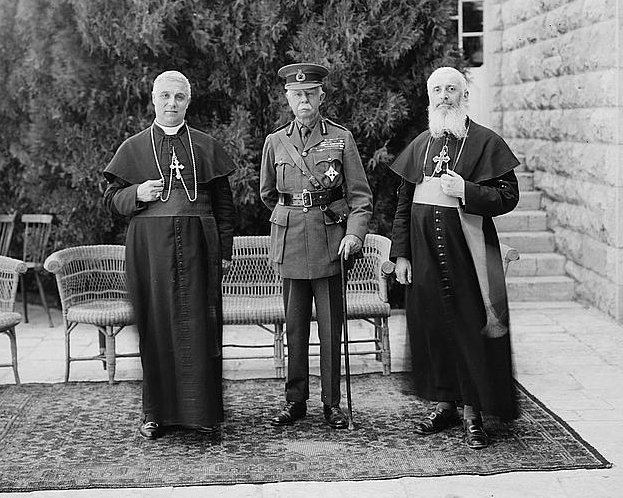
Kardinal Ascalesi (links), mit Herbert Plumer (Mitte) und Patriarch Luigi Barlassina (rechts), bei einem Empfang am 11. August 1926

Alessio Kardinal Ascalesi CPPS (* 22. Oktober 1872 in Casalnuovo di Napoli, Provinz Neapel, Italien; † 11. Mai 1952 in Neapel) war ein römisch-katholischer Geistlicher. In direkter Folge war er Bischof bzw. Erzbischof von Muro Lucano, Sant’Agata de’ Goti, Benevent und Neapel.

## Leben
Ascalesi studierte am Seminar von Spoleto die Fächer Katholische Theologie und Philosophie, trat in die Ordensgemeinschaft der Missionare vom Kostbaren Blut ein und empfing am 8. Juni 1895 das Sakrament der Priesterweihe. Von 1895 bis 1909 wirkte er als Seelsorger in Spoleto und Montemurano. Auch übernahm er Leitungsaufgaben im Bartholomäus-Kolleg in Montefalco.
Am 8. August 1909 empfing er durch Domenico Kardinal Serafini OSB die Bischofsweihe und wurde Bischof von Muro Lucano. Von 1911 bis 1915 war er Bischof von Sant’Agata de’ Goti und ab 9. Dezember 1915 Erzbischof von Benevent. Im Konsistorium vom 4. Dezember 1916 wurde Alessio Ascalesi von Papst Benedikt XV. als Kardinalpriester mit der Titelkirche San Callisto in das Kardinalskollegium aufgenommen. Er nahm an den Konklaven in den Jahren 1922 und 1939 teil.
Am 7. März 1924 ernannte ihn Papst Pius XI. zum Metropoliten von Neapel. Der Papst berief ihn in den 1920er- und 1930er-Jahren mehrfach zu seinem Legaten, darunter bei den Eucharistischen Kongressen der Region Kalabrien 1928 und 1934. 1944 wurde er als dienstältester Kardinalpriester Kardinalprotopriester.
Kardinal Ascalesi starb am 11. Mai 1952 und fand in der Basilika der Mutter vom Guten Rat zu Capodimonte seine letzte Ruhestätte.